# Hans-Jürgen Riediger
Hans-Jürgen Riediger (* 20. Dezember 1955 in Finsterwalde) war Fußballspieler in der DDR-Oberliga beim Berliner Fußballclub BFC Dynamo. Er spielte 41 mal (6 Tore) in der Fußballnationalmannschaft der DDR und gewann 1976 die olympische Goldmedaille.

## Sportliche Laufbahn

### BSG-/Club-Stationen
Hans-Jürgen Riediger spielte in seiner Jugendzeit für die Betriebssportgemeinschaft Traktor aus Sonnewalde und die BSG Motor Finsterwalde Süd. Im August 1970 wechselte der talentierte Angreifer mit 14 Jahren zum Berliner Fußballclub BFC Dynamo. Der Stürmer kam schon mit 17 Jahren am 20. Juni 1973 beim Spiel gegen den Sachsenring Zwickau zu seinem DDR-Oberligadebüt. Bereits im nächsten Heimspiel gegen die BSG Wismut Aue erzielte er seine ersten beiden Tore in der höchsten Spielklasse der DDR.
Mit seinen zahlreichen Toren war er maßgeblich an den ersten fünf Meistertiteln des BFC von 1979 bis 1983 beteiligt. Insgesamt bestritt Riediger 193 Spiele in der DDR-Oberliga und erzielte dabei 105 Tore. Trotz seiner überragenden Torquote wurde er nie Torschützenkönig der Oberliga, wobei er sich oft nur knapp den erfolgreichsten Torjägern geschlagen geben musste. In seiner letzten Saison 1982/83 schoss Riediger 16 Tore, das war die drittbeste Bilanz nach 1975/76 (18) und 1978/79 (20). Er erzielte seine Tore 1982/83 an den ersten 15 Oberligaspieltagen. Danach verletzte sich der Torjäger schwer am Knie, sodass sowohl diese für ihn so torreich begonnene Saison als auch – wie im weiteren Behandlungsverlauf festgestellt werden musste – seine Karriere vorzeitig beendet waren. Trotz des Ausfalls nach Spieltag 15 belegte er in dieser Spielzeit noch Rang 3 in der Liste der besten Saisontorschützen. Im Sommer 1984 wurde er endgültig aus der Oberligamannschaft der Weinroten verabschiedet.

### Auswahleinsätze
Von April 1972 bis Mai 1974 wurde Riediger in 34 Partien der DDR-Juniorenauswahl eingesetzt, in denen er 16 Treffer erzielte. Während er mit dem Team bei seiner zweiten Teilnahme am UEFA-Juniorenturnier 1974 in Schweden bereits in der Vorrunde die Segel streichen musste, konnten die DDR-Junioren 1973 in Italien den 2. Platz erkämpfen.
Am 26. März 1975 spielte er gegen Bulgarien das erste Mal für die Nationalelf der DDR. Mit ihr kam er später auf insgesamt 41 Länderspiele (oder nach FIFA-Lesart auf 39 Partien), in denen er sechs Tore erzielte. Wie kurze Zeit zuvor beim BFC, wurde Riediger gemeinsam mit seinen früheren Mitspielern Lothar Kurbjuweit und Hartmut Schade vor dem WM-Qualifikationsauftakt des DDR-Teams im Herbst 1984 im Leipziger Zentralstadion offiziell aus der Nationalmannschaft verabschiedet.
In der Olympiaauswahl wurde Riediger in den Jahren 1975 und 1976 in acht Spielen eingesetzt und gewann beim Fußballturnier der Olympischen Spiele 1976 in Montreal die Goldmedaille. Für diesen Erfolg wurde er mit dem Vaterländischen Verdienstorden in Silber ausgezeichnet.
Bis 1980 wurde der BFC-Stürmer als einer der einsatzberechtigten älteren Spieler auch noch in der Nachwuchsauswahl der DDR aufgeboten, in der er 1974 debütiert hatte. Mit diesem Team belegte er 1978 und zwei Jahre später jeweils den 2. Platz bei den U-21-Europameisterschaften.

## Weiterer Werdegang
Nach seinem unfreiwilligen Karriereende infolge eines Knorpelschadens im Knie und anschließender Entzündung studierte Riediger an der DHfK in Leipzig und arbeitete bis 1996 als Nachwuchstrainer beim BFC Dynamo und dessen Nachfolger FC Berlin. Außerdem war er Cheftrainer der unterklassigen Vereine TSG Fredersdorf und Eintracht Königs Wusterhausen.

## Trivia
Sein Sohn Marcel ist ebenfalls Fußballer. Er spielte unter anderem beim FC Berlin und beim Halleschen FC.